# Konstantins termer
Konstantins termer (latin Thermae Constantinianae) var en badanläggning på Quirinalen i Rom, uppförd av Konstantin den store omkring år 315 e.Kr.
Vid uppförandet av Palazzo Pallavicini Rospigliosi mellan 1605 och 1621 demolerades ruinerna efter termerna. Ytterligare ruinrester påträffades vid anläggandet av Via Nazionale i slutet av 1800-talet, men dessa förstördes.

### Webbkällor
- ”Le Terme di Costantino”. Capitolivm. 9 oktober 2015. http://www.capitolivm.it/meraviglie-di-roma/le-terme-di-costantino/. Läst 5 december 2015.